# 暴雨

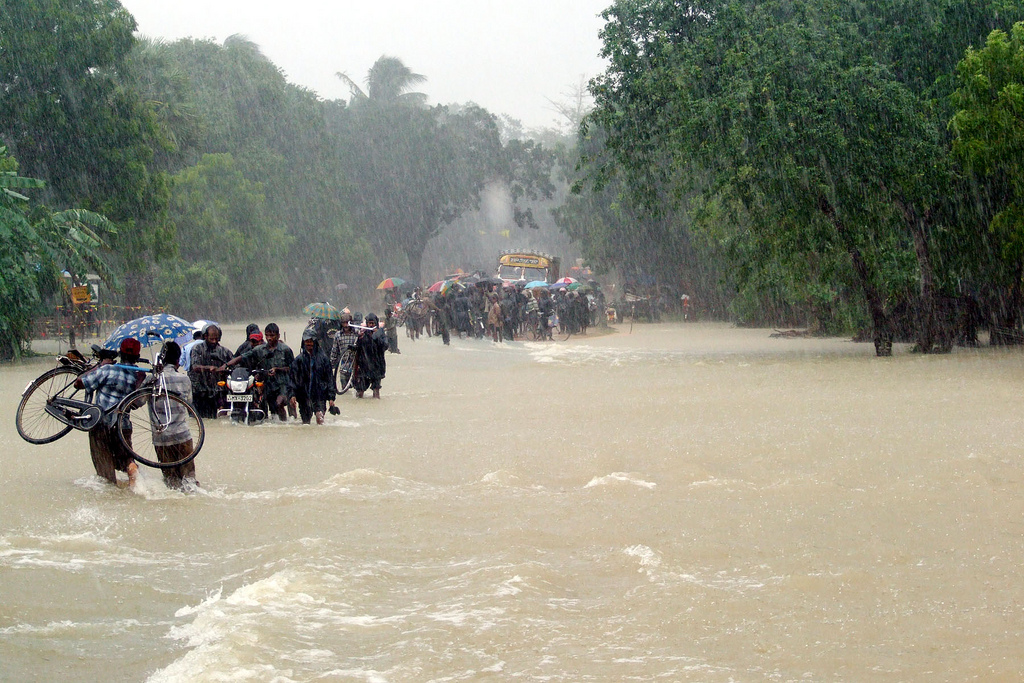
暴雨

是短時間內擁有極大降雨量的雨。可能由對流雨、鋒面雨、台风等極端強降雨所造成。暴雨往往造成灾害，如淹水、洪灾，更甚引發土石流和大規模崩塌等嚴重災情。

## 定义

### 中国大陆
中国气象局规定：1小时內降雨量16毫米以上、或连续12小时降雨量30毫米以上、24小时降水量为50毫米或以上者，通称为“暴雨”，當中按強度可再作細分：
- 24小时内降水量達到25毫米但未達50毫米，稱为大雨
- 24小时内降水量達到或超过50毫米，稱为暴雨
- 24小时内降水量達到或超过100毫米，稱为大暴雨
- 24小时内降水量達到或超过250毫米，稱为特大暴雨

### 香港
香港天文台現行之暴雨警告信號在1998年起實施，分為黃、紅、黑三級。
- 黃色暴雨警告信號：每小時雨量超過30毫米的大雨
- 紅色暴雨警告信號：每小時雨量超過50毫米的大雨
- 黑色暴雨警告信號：每小時雨量超過70毫米的豪雨

### 澳門
澳門氣象局現行之暴雨警告信號在2020年9月起實施，分為黃、紅、黑三級。
- 黃色暴雨警告信號：每小時降雨量超過20毫米
- 紅色暴雨警告信號：每小時降雨量超過50毫米
- 黑色暴雨警告信號：每小時降雨量超過80毫米

### 台灣
台灣通稱為豪雨，依據中央氣象局2020年3月起實施之定義：
- 大雨(heavy rain)：24小時推移累積雨量≧80毫米，或1小時雨量≧40毫米。
- 豪雨(Extremely heavy rain)：24小時推移累積雨量≧200毫米，或3小時累積雨量≧100毫米。豪雨以上再細分：
  - 大豪雨(Torrential rain)：24小時推移累積雨量≧350毫米，或3小時累積雨量≧200毫米。
  - 超大豪雨(Extremely torrential rain)：24小時推移累積雨量≧500毫米。

## 重大災害

1975年8月河南“75·8”水库溃坝洪水淹没范围

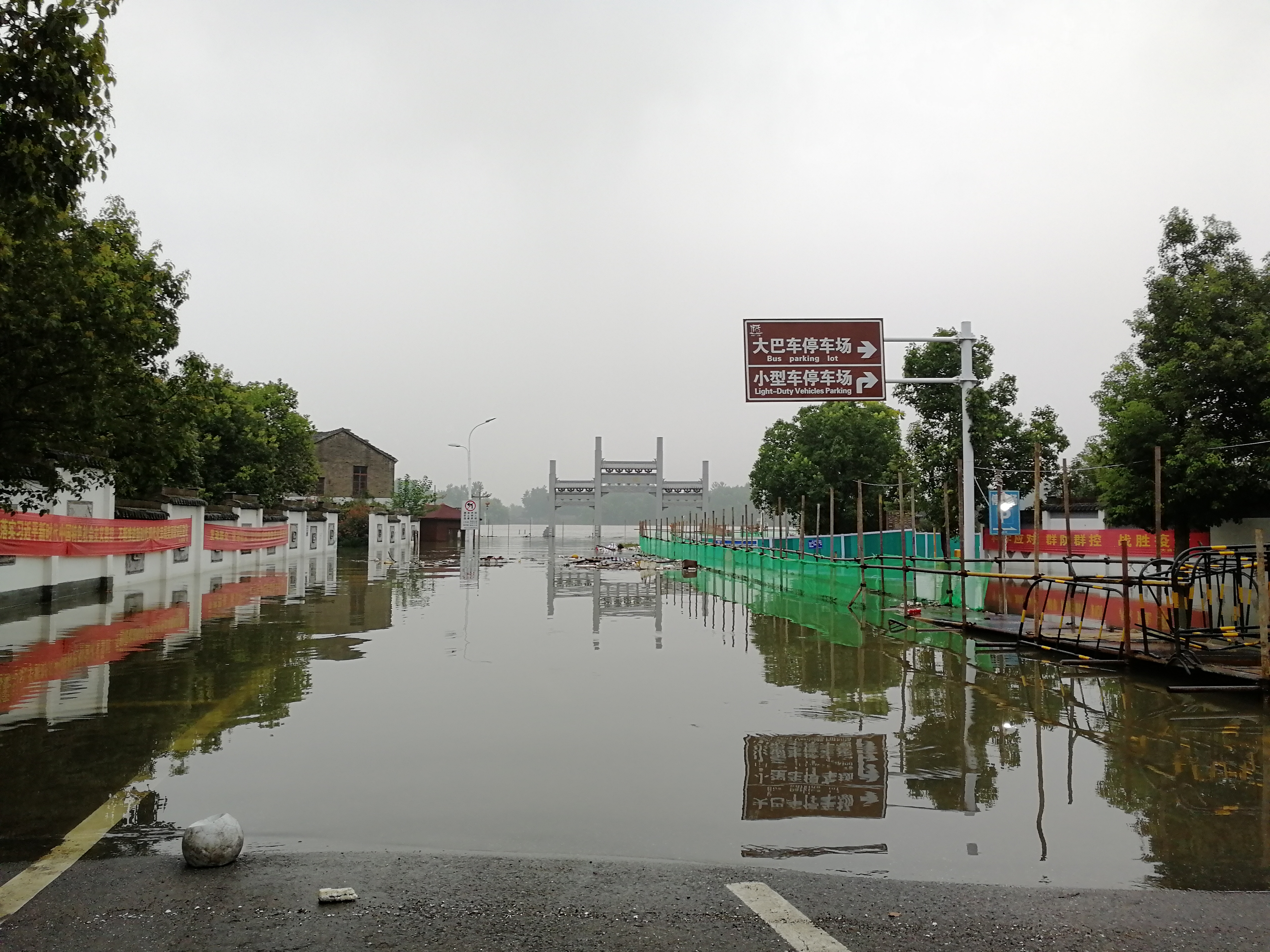
2020年中国南方水灾期间被淹没的铜陵大通古镇

- 1969年12月10日，马来西亚居銮市连续暴雨，引起大水灾，造成惨重人命丧亡和难以估计的财物损失。[5][6][7][8][9]
- 1972年6月18日，香港六一八雨災，引發多宗山泥傾瀉，旭龢道整棟12層高的大廈折斷倒塌，是次雨災共釀成156死117伤。
- 1975年8月，台风尼娜为河南等地带来暴雨，最终引致河南“75·8”水库溃坝，驻马店地区板桥、石漫滩两座大型水库，以及数十座中小型水库同时垮坝溃决，造成29个县市被淹，1100万亩农田受到毁灭性的灾害，1100万人受灾，24万人死亡，倒塌房屋596万间，冲走耕畜30.23万头，猪72万头，京广线被冲毁102公里。2005年该事件被美国《探索频道》评为世界历史上最重大的人为技术灾难第一名[10][11]。
- 1991年，華東水災，安徽和江蘇兩省共計431人死亡，200多萬災民無家可歸。
- 1998年，夏季，中國長江流域氾濫，為中國帶來嚴重的損失。連日來持續的大雨令洪災更為嚴重，造成自1954年以來最大的洪水。共有29個省、市、自治區都遭受了這場災難，受災人數上億，4150人死亡，近500萬所房屋倒塌，2000多萬公頃的中國土地被淹，經濟損失達1,600多億人民幣[12]。此次洪水暴露出许多水利工程质量低劣的“豆腐渣工程”，被总理朱镕基斥责并创造“豆腐渣工程”一词，也引发了公众对于“围湖造田”等环境保护问题的讨论。
- 2009年8月6日至10日，因為颱風莫拉克侵襲台灣，造成南部八八水災，共681人死亡、18人失蹤。
- 2012年7月21日至22日，中國北京市遭遇暴雨襲擊，79人死亡。[13][14][15]
- 2013年4月4日，阿根廷布宜諾斯艾利斯拉普拉塔市出現暴雨，造成57人死亡。[16]
- 2017年11月5日，马来西亚槟城发生暴雨袭击，造成7人死亡[17]，前首相马哈迪·莫哈末巡视灾民疏散中心[18]。
- 2018年9月16日山竹重度威脅香港，紅色暴雨一度生效達8小時並與10號風球同時生效
- 2020年5月下旬至9月下旬，中国长江中下游地区、淮河流域、西南、华南及东南沿海等地因持续强降水引发严重洪灾。从6月至9月上旬，全国70%的县（市）出现暴雨，700多条河流水位超警戒，多条江河同时发生流域性洪水，多省發生暴洪、城區內澇、漬災，导致1998年以来最严重的一次汛情[19]。
- 2020年6月26日，中国四川省凉山彝族自治州冕宁县北部地区暴雨导致洪灾[20]。这场暴雨不仅使冕宁县的彝海镇、高阳街道及灵山景区局部地区受灾严重，而且导致了严重的人员伤亡。截至7月3日17时，此次特大暴雨灾害已造成19人遇难、3人失联[21]。
- 2021年7月17日早上至21日下午，河南省部分地區出現罕見持續強降水天氣過程，其中省會鄭州全市普降大暴雨、特大暴雨並引發洪災；7月20日16-17時鄭州本站降雨量達201.9毫米，超過中國陸地小時降雨量極值[22]，全省平均降水量150.5毫米,地市平均降水量最大为郑州461.7毫米，最大降水点在新密市白寨931.5毫米[23]。

- 2023年9月7-8日，香港受海葵影響需發黑色暴雨長達16小時，7日晚11-12時錄破紀錄158.1毫米雨量均成紀錄新高，多處出現全港最嚴重的水災，尤其港島東區及港鐵黃大仙站，連同早前的蘇拉，單單9月上旬錄得的雨量已打破1952年844.4毫米的舊紀錄。

## 參照
- 雨